# 澀女郎
《澀女郎》是台灣漫畫家朱德庸的四格漫畫作品，已經在《時報週刊》連載完畢。故事內容是四位不同處世哲學的現代女性住在同一棟出租房所發生的種種事件。
該漫畫曾被改編為同名電視劇，在中國大陸叫《粉紅女郎》，由中國國際電視總公司出品製作，台灣電視劇製作人伍宗德參與製作，在台灣由華視首播，華視首播期間為2002年9月11日至2002年10月25日，是華視八點檔連續劇之一。2004年，該系列漫畫又被改編爲電視劇《搖擺女郎》，2005年12月由中國大陸央視八套首播。

## 人物介紹
作品中人物本名不可考，所以僅以人物特徵綽號稱呼。
萬人迷
不要婚姻，以情婦為專業的女人，喜歡玩弄男人、搶別的女人的老公或男友。花許多時間在保持自己的美貌上，全身上下每一處都是真的，只有愛情是假的。總是被一群男人圍繞，是個「不論作什麼，總是有馱獸負責」的厲害角色。
男人婆
專注於事業上的工作狂，常常被誤認為是男人。就像萬人迷一樣身邊同樣圍繞的一群男人，不過都是被她當作奴隸痛罵使喚的男員工。在居家生活中也會保持專業的嚴格態度。
結婚狂
長年的「滯銷品」（找不到配偶）。一見到男人，不論好壞，就想把自己「貼」給他。擁有讓男人「一聽到跟她結婚，就想自殺」的能力。
哈妹
不懂“男人是什麼，愛情是什麼”的天真女子，常常跟萬人迷請教男女關係的問題，也常常被萬人迷消遣。常負責幫室友燒飯、化妝之類的雜事。她是四人中唯一有穩定感情生活（與多金小開交往）的女孩。

## 電視劇版
《澀女郎》，根據台灣漫畫家朱德庸的四格漫畫《澀女郎》改編的40集電視劇（中國大陸版39集），該電視劇於臺灣播出時與漫畫同名為《澀女郎》，大陸則為《粉紅女郎》。由劉若英、陳好、胡兵、張延、薛佳凝、張世、張恆等主演。劇中賦予原漫畫主要人物「結婚狂」、「萬人迷」、「男人婆」、「天真妹」等實名、身份來展開劇情。該劇由台灣製作人伍宗德執導，2001年開始拍攝，2002年殺青，在台灣由華視首播，華視首播期間為2002年9月11日至2002年10月25日，是華視八點檔連續劇之一。2003年於央視八套首播。相比原作漫畫的幽默辛辣，電視劇更多的追求溫馨感人。
《搖擺女郎》，繼《粉紅女郎》之後又一部根據《澀女郎》系列漫畫改編的46集電視劇。由葉童、胡兵、林熙蕾、王海珍、薛佳凝、王喜、曾志偉、孟廣美、曾寶儀等兩岸三地著名演員聯袂主演。本劇演職人員全部大換血，僅薛佳凝、胡兵二人爲《粉紅女郎》的原班人馬，其中作爲男一號的胡兵更是一人分飾二角。本劇劇情和劇中人名也完全另起爐灶，與《粉紅女郎》並無關聯。劇中由葉童飾演「結婚狂」、林熙蕾飾演「萬人迷」、王海珍飾演「男人婆」、薛佳凝飾演「天真妹」、王喜飾演「色房東」。該劇由中國大陸導演楊文軍執導，2004年開機拍攝，同年夏天殺情。2005年12月6日於中國大陸央視八套首播。
《澀女郎》改編的46集電視劇，由殷桃、宋轶、魏大勋、孙艺洲、杨烁、赵今麦、夏若妍、谭凯、胡连馨主演，該劇由李江明執導，2020年開機拍攝，2021年3月1日於湖南卫视首播，并在腾讯视频、芒果TV同步播出。

## 電影版
《男生女生騙》又名《粉紅女郎·愛人快跑》，改編自朱德庸的漫畫《澀女郎》，導演伍宗德，主演阿雅、張馨予、劉凡菲、黃一琳、范逸臣、錦榮。